# Normal (métro de Mexico)
Pour les articles homonymes, voir Normal.
Normal est une station de la Ligne 2 du métro de Mexico, située à l'ouest de Mexico, dans la délégation Miguel Hidalgo.

## La station
La station est ouverte en 1970.
Le logo et le nom de la station rappellent l’École nationale émérite des enseignants ou École normale des enseignants, dont la tour principale a été démolie car gravement endommagée par le tremblement de terre de 1957. Seul subsiste le hall, actuellement utilisé comme salle d'exposition.